# Camptotypus bicolor
Camptotypus bicolor är en stekelart som beskrevs av Joseph Kriechbaumer 1889. Camptotypus bicolor ingår i släktet Camptotypus och familjen brokparasitsteklar.

## Underarter
Arten delas in i följande underarter:
- C. b. lieftincki
- C. b. townesi